# ۱۸۵۲
در این صفحه وقایع مهم سال ۱۸۵۲ میلادی فهرست شده‌اند.

## وقایع مهم
- چاپ کتاب کلبه عمو تم توسط هریت بیچر استو نویسنده آمریکایی.
- پیروزی فرانکلین پیرس در انتخابات ریاست جمهوری آمریکا.
- دستگیری بهاءالله، مظهر ظهور در دین بهائی.
- بنیان‌گذاری شهر ترسینا در ایالت پیاوی، برزیل.

## زادروزها
- زادروز فرانسیسکو تارگا گیتاریست شهیر اسپانیایی.

- ۱۱ ژانویه – کنستانتین فرنباخ، سیاست‌مدار آلمانی (د. ۱۹۲۶)
- ۲۱ ژانویه – اما گاد، نویسنده اهل دانمارک (د. ۱۹۲۱)
- ۱ آوریل – ادوین آستین ابی، نقاش آمریکایی (د. ۱۹۱۱)
- ۳۱ مه – جولیوس ریچارد پتری، زیست‌شناس آلمانی (د. ۱۹۲۱)
- ۲۵ ژوئن – آنتونی گادی، معمار اسپانیایی (د. ۱۹۲۶)
- ۳۰ اوت – یاکوبوس هنریکوس وانت‌هوف، فیزیک‌دان، استاد دانشگاه، و شیمی‌دان هلندی (د. ۱۹۱۱)
- ۱۲ سپتامبر – هربرت هنری اسکویت، سیاست‌مدار بریتانیایی (د. ۱۹۲۸)
- ۲ اکتبر – ویلیام رمزی، شیمی‌دان بریتانیایی (د. ۱۹۱۶)
- ۲۲ نوامبر – پل دو کونستنت، سیاست‌مدار، دیپلمات، و قاضی فرانسوی (د. ۱۹۲۴)
- ۲۶ نوامبر – یاماموتو گونوهیوئه، سیاست‌مدار ژاپنی

## درگذشت‌ها
- درگذشت ایدا لاولیس دختر لرد بایرون و نخستین برنامه‌ساز رایانه.
- به قتل رسیدن امیرکبیر صدر اعظم ناصرالدین شاه پادشاه قاجار در حمام فین کاشان در روز ۱۰ ژانویه [۱]

- ۲۹ ژوئن – هنری کلی، سیاست‌مدار، وکیل، و دیپلمات آمریکایی (ز. ۱۷۷۷)
- ۲۴ اکتبر – دنیل وبستر، سیاست‌مدار و دیپلمات آمریکایی (ز. ۱۷۸۲)
- ۲۷ نوامبر – ایدا لاولیس، ریاضی‌دان انگلیسی، به عنوان اولین برنامه‌نویس شناخته می‌شود (ز. ۱۸۱۵)
- نیکلای گوگول - 4 مارس، نویسنده روس و بنیان گذار سبک رئالیسم انتقادی (ز. 1809